# Боргомаро
Боргомаро, Борґомаро (італ. Borgomaro) — муніципалітет в Італії, у регіоні Лігурія,  провінція Імперія.
Боргомаро розташоване на відстані близько 440 км на північний захід від Рима, 95 км на південний захід від Генуї, 13 км на північний захід від Імперії.
Населення — 868 осіб (2014).
Щорічний фестиваль відбувається 17 січня. Покровителі — святий Антоній Великий.

## Демографія
Населення за роками:

Станом на 1 січня 2023 року в муніципалітеті офіційно проживало 119 іноземців з 19 країн, серед них 44 громадяни країн Євросоюзу та 5 громадян України.

## Сусідні муніципалітети
- Ауриго
- Каравоніка
- Карпазіо
- К'юзаніко
- Лучинаско
- П'єве-ді-Теко
- Прела
- Реццо
- Вазія